# Eleanor Rosch
Eleanor Rosch (New York, 1938) è una psicologa statunitense, professoressa di psicologia all'Università di Berkeley, specializzata in psicologia cognitiva.
È nota principalmente per il suo lavoro sulla categorizzazione, in particolare per la sua teoria dei prototipi, che ha profondamente influenzato il campo della psicologia cognitiva.
Durante il suo lavoro Rosch ha condotto ricerche approfondite concentrandosi su una serie di argomenti, tra cui la categorizzazione semantica, la rappresentazione mentale dei concetti e la linguistica.
I suoi interessi di ricerca includono cognizione, concetti, causalità, pensiero, memoria e psicologia interculturale, orientale e religiosa. Il suo lavoro più recente nella psicologia della religione ha cercato di mostrare le implicazioni del buddismo e degli aspetti contemplativi delle religioni occidentali per la psicologia moderna

## Biografia
Rosch è nata a New York, figlia di un insegnante di inglese giunto dalla Gran Bretagna e di una madre rifugiata dalla Russia.
Dopo la scuola, ha lavorato come assistente sociale a Portland per diversi anni per poi andare ad Harvard per studiare psicologia clinica presso l'allora Dipartimento di Relazioni Sociali. Rosch ha tenuto ad Harvard una tesi di dottorato che cambia paradigma sulla formazione delle categorie, sotto la direzione di Roger Brown. Dopo un breve periodo alla Brown University e al Connecticut College, Rosch è entrata a far parte del Dipartimento di Psicologia dell'Università della California, Berkeley, nel 1971.

## Vita privata
Fu sposata con l'antropologo Karl G. Heider  con il quale studiò i Dani.  Divorziarono negli anni Settanta.